# جيرار هامل
جيرار هامل هو متقاعد ‏ وسياسي فرنسي، ولد في 20 فبراير 1945 في Sourdun ‏ في فرنسا. نشط حزبياً في الاتحاد من أجل حركة شعبية والتجمع من أجل الجمهورية.

## مناصب
- انتخب  خلال فترته النيابية ‏ (30 مارس 2014 – 17 مايو 2020).
- انتخب  لترشحه ضمن قائمة درو، خلال فترته النيابية ‏ (30 مارس 2014 – ).
- انتخب Mayor of Dreux ‏ خلال فترته النيابية ‏ (19 يونيو 1995 – 2 يوليو 2020).
- انتخب نائب فرنسي عن دائرة Eure-et-Loir's 2nd constituency [الإنجليزية]‏ خلال فترته النيابية [الإنجليزية]‏ (20 يونيو 2007 – 19 يونيو 2012).
- انتخب نائب فرنسي عن دائرة Eure-et-Loir's 2nd constituency [الإنجليزية]‏ خلال فترته النيابية  [لغات أخرى]‏ (19 يونيو 2002 – 19 يونيو 2007).
- انتخب عضو مجلس جهوي ‏.
- انتخب نائب فرنسي عن دائرة Eure-et-Loir's 2nd constituency [الإنجليزية]‏ خلال فترته النيابية  [لغات أخرى]‏ (12 يونيو 1997 – 18 يونيو 2002).
- انتخب نائب برلماني [الإنجليزية]‏ عن دائرة Eure-et-Loir's 2nd constituency [الإنجليزية]‏ خلال فترته النيابية  [لغات أخرى]‏ (2 أبريل 1993 – 21 أبريل 1997).